# Suitland-Silver Hill
Suitland-Silver Hill é uma Região censo-designada localizada no estado americano de Maryland, no Condado de Prince George's.

## Demografia
Segundo o censo americano de 2000, a sua população era de 33.515 habitantes.

## Geografia
De acordo com o United States Census Bureau tem uma área de
14,4 km², dos quais 14,4 km² cobertos por terra e 0,0 km² cobertos por água.

## Localidades na vizinhança
O diagrama seguinte representa as localidades num raio de 4 km ao redor de Suitland-Silver Hill.